# 朝日村
朝日村（あさひむら）は、長野県中西部の東筑摩郡にある村。

## 概要
明治の大合併で誕生した。
村名の由来は、朝日村が松本盆地の南西に位置し朝日が一番先に村に照ることや、朝日のように輝く村になることを願うなどの理由による。

## 地理
朝日村は鎖川の扇状地上にあり、標高約700メートル前後である。北東部を除く村域の大部分は山林で占められていて、山林部は道路もほとんど無い。
- 山：鉢盛山、烏帽子岳
- 河川：鎖川、野俣沢

### 気候
- 気象情報の警報･注意報の区分は長野県中部、松本地域に属す。
- 朝日村が属す地域の特徴としては降水量が少ないことと、夏と冬の寒暖差が激しいことがあげられる。ただし朝日村は飛騨山脈に近いため、周辺地域より気温が若干低く、同じく降水量も若干多い。
- 飛騨山脈からの吹き降ろしの風（アルプス颪）が吹く。

### 村内のエリア
商業地
大型店やスーパーなどの中規模の店舗が無く、個人商店が中心。隣接する松本市、塩尻市、山形村などへ買い物に出ることが多い。
住宅地
全体的に山麓に住宅が多い。平地は田畑が広がっている。
農業地
村の平地には田畑が多い。
| 大字※1                                                               | 区※2     | 地区※3 | 概要 |
| -------------------------------------------------------------------- | -------- | --- | --- |
| 大字小野沢                                                           | 小野沢区 | 新田上、新田下、本郷 | 朝日村歴史民俗資料館、朝日郵便局がある村の中心部。 おおよその位置                                         |
| 大字古見                                                             | 古見区   | 芦之久保、上古見 鉢盛桜台、横出ヶ崎 アイリス古見、旭ヶ丘 グリーンガーデン古見 桜ヶ丘、下古見、中古見 沢上、沢下、南上、南下 | 村役場、朝日小学校、鉢盛中学校、新信濃変電所、石川島芝浦機械朝日 工場がある。田畑が広がる。おおよその位置 |
| 大字古見                                                             | 入二区   | 御馬越、御道開渡 | あさひプライムスキー場キャンプ場、多目的施設がある観光地区。おおよその位置                                |
| 大字西洗馬                                                           | 西洗馬区 | 上組、三ヶ組 清水ヶ丘、下洗馬 リバーヒルズ朝日 原新田、ふたば台 スタービィレッジ、中組                                      | 高原野菜栽培が盛んでレタス畑が広がる。おおよその位置                                                      |
| 大字針尾                                                             | 針尾区   | 一之沢、中村、中通 大石原、下組、北村                                                                                       | 山裾の地区。田畑ぐらいはある。おおよその位置                                                              |
| *1大字、住所に使われる。 *2町内会などが同一。 *3町内の区の下部組織。 |          | | |

## 人口
年齢構成
| |                                        |  |
| 朝日村と全国の年齢別人口分布（2005年） | 朝日村の年齢・男女別人口分布（2005年） |  |
| ■紫色 ― 朝日村 ■緑色 ― 日本全国 | ■青色 ― 男性 ■赤色 ― 女性              |  |
| 朝日村（に相当する地域）の人口の推移 \| 1970年（昭和45年） \| 4,332人 \| \| \| 1975年（昭和50年） \| 4,111人 \| \| \| 1980年（昭和55年） \| 4,228人 \| \| \| 1985年（昭和60年） \| 4,309人 \| \| \| 1990年（平成2年） \| 4,381人 \| \| \| 1995年（平成7年） \| 4,459人 \| \| \| 2000年（平成12年） \| 4,908人 \| \| \| 2005年（平成17年） \| 4,875人 \| \| \| 2010年（平成22年） \| 4,741人 \| \| \| 2015年（平成27年） \| 4,462人 \| \| \| 2020年（令和2年） \| 4,279人 \| \| |                                        |  |
| 総務省統計局 国勢調査より |                                        |  |
| 1970年（昭和45年） | 4,332人                                |  |
| 1975年（昭和50年） | 4,111人                                |  |
| 1980年（昭和55年） | 4,228人                                |  |
| 1985年（昭和60年） | 4,309人                                |  |
| 1990年（平成2年） | 4,381人                                |  |
| 1995年（平成7年） | 4,459人                                |  |
| 2000年（平成12年） | 4,908人                                |  |
| 2005年（平成17年） | 4,875人                                |  |
| 2010年（平成22年） | 4,741人                                |  |
| 2015年（平成27年） | 4,462人                                |  |
| 2020年（令和2年） | 4,279人                                |  |

年齢5歳階級別人口

平成15年10月1日現在推計人口

総計 [単位 人]
| 年齢     | 人口 |
| -------- | ---- |
| 0～4歳   | 212  |
| 5～9     | 315  |
| 10～14   | 352  |
| 15～19   | 314  |
| 20～24   | 183  |
| 25～29   | 236  |
| 30～34   | 282  |
| 35～39   | 316  |
| 40～44   | 348  |
| 45～49   | 353  |
| 50～54   | 334  |
| 55～59   | 289  |
| 60～64   | 289  |
| 65～69   | 272  |
| 70歳以上 | 846  |

年齢5歳階級別人口

平成15年10月1日現在推計人口

男女別 [単位 人]
| 男  | 年齢     | 女  |
| --- | -------- | --- |
| 107 | 0～4歳   | 105 |
| 153 | 5～9     | 162 |
| 182 | 10～14   | 170 |
| 152 | 15～19   | 162 |
| 78  | 20～24   | 105 |
| 117 | 25～29   | 119 |
| 138 | 30～34   | 144 |
| 160 | 35～39   | 156 |
| 173 | 40～44   | 175 |
| 185 | 45～49   | 168 |
| 179 | 50～54   | 155 |
| 141 | 55～59   | 148 |
| 153 | 60～64   | 136 |
| 126 | 65～69   | 146 |
| 359 | 70歳以上 | 487 |

- データ出典：朝日村の統計
（朝日村）

地区別人口
地区別人口

平成17年4月1日現在推計人口

総計 [単位 人]
| 地区       | 人口 |
| ---------- | ---- |
| 大字小野沢 | 594  |
| 大字古見   | 1965 |
| 大字西洗馬 | 1536 |
| 大字針尾   | 777  |

人口推移
人口推移

総計 [単位 人]
| 年     | 人口 |
| ------ | ---- |
| 1965年 | 4628 |
| 1970年 | 4398 |
| 1975年 | 4118 |
| 1980年 | 4246 |
| 1985年 | 4373 |
| 1990年 | 4464 |
| 1995年 | 4550 |
| 2000年 | 5051 |

## 歴史

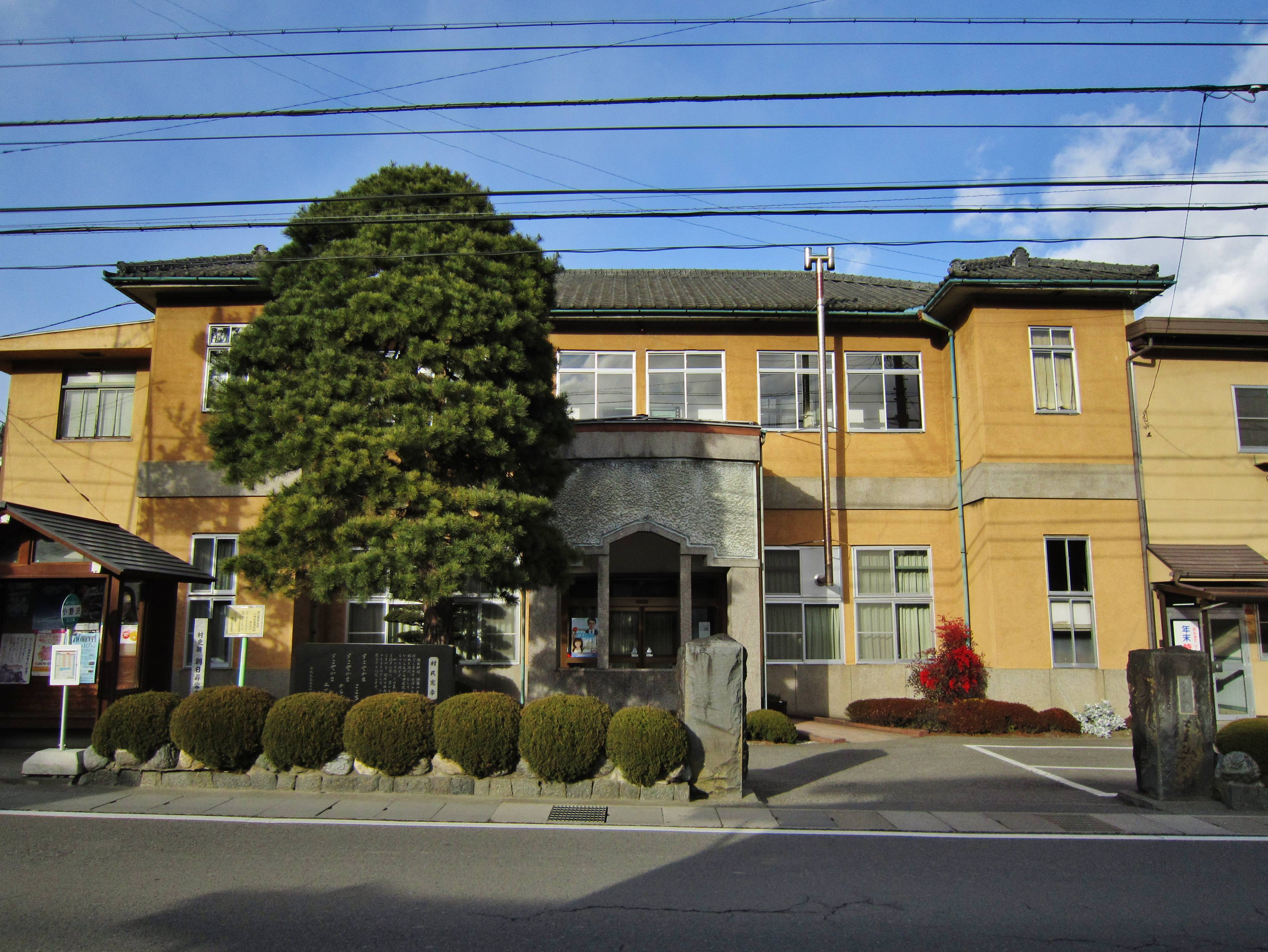
旧朝日村役場

熊久保遺跡の存在により縄文時代より人が住んでいたことが分かる。古代より洗馬郷、のちの蓮華王院領洗馬荘に属していたが、安土桃山時代までは、周辺一帯は集落の無い荒地であった。この地域を重点的に開拓する事になったきっかけは松本の小笠原氏と甲斐の武田氏との争いが発端と言う説が強い。甲斐軍の簿記経理を担当していた上條氏・上條家から分家して武田姓名乗った武田氏が小笠原氏打倒の際、守護地として所領安堵されたのは現・朝日村一帯であり、その時甲斐に味方した三村氏と供に協力してこの地を切り開いた。その後の武田氏滅亡の折も、一族子孫はこの地に留まり長い歴史を刻んでいる。現代では核家族化により、家制度も脆弱になっている事も起因しこれらの一族も全国に散らばっては居るが、それでも今もって「三村」「上條」「武田」の姓が全国的に見ても集中して居り、「清沢」姓も含め、村の大半がこの4つの名字を名乗っている。相まって、朝日村周辺郡部（松本・塩尻・山形）などにも拡散している。江戸時代は当初松本藩に属していたが、後に石高の調整で高遠藩に属した。現在では新興住宅地建設による外部からの移住者も多く見られ、村の景観も大分様変わりして来ている。

### 沿革
- 1875年（明治7年）10月25日 - 筑摩県筑摩郡針尾村、小野沢村、古見村及び西洗馬村が合併して、山本村が発足する。
- 1876年（明治9年）8月21日 - 長野県の所属となる。
- 1878年（明治11年）1月4日 - 郡区町村編制法の施行により、山本村が東筑摩郡の所属となる。
- 1883年（明治16年）2月16日 - 山本村が分割して、針尾村、小野沢村、古見村及び西洗馬村が発足する。
- 1889年（明治21年）4月1日 - 町村制の施行により、小野沢村、針尾村、古見村及び西洗馬村の区域をもって、朝日村が発足する。現在に至る。
- 2018年（平成30年）5月7日 - 村庁舎が小野沢から現在地の古見に移転。なお旧庁舎は保存も検討されたが結局解体された。

## 行政
ごみ処理は一部事務組合（塩尻・朝日衛生施設組合）を通じて隣接する塩尻市と共同で行っている。

### 所轄広域連合
- 松本広域連合

### 所轄警察署
- 塩尻警察署

### 所轄消防署
- 松本広域消防局山形消防署

### 村政
村長
小林弘幸 2023年5月1日から、2期目

## 議会

### 村議会
- 議長:北村直樹
- 定数:10人（任期 2027年4月30日まで）

### 長野県議会（松本市東筑摩郡選挙区）
- 定数：7人
- 任期：2019年（平成31年）4月30日 - 2023年（令和5年）4月29日
- 中川宏昌（公明党）、百瀬智之（無所属） 、中川博司（無所属）、本郷一彦（自由民主党）、両角友成（日本共産党）、清沢英男（自由民主党）、萩原清（自由民主党）

### 衆議院
- 選挙区：長野2区（長野市の一部、松本市、大町市、安曇野市、東筑摩郡、北安曇郡、上水内郡）
- 任期：2021年10月31日 - 2025年10月30日
- 投票日：2021年10月31日
- 当日有権者数：382,082人
- 投票率：57.04％

| 当落 | 候補者名 | 年齢 | 所属党派     | 新旧別 | 得票数    | 重複 |
| ---- | -------- | ---- | ------------ | ------ | --------- | ---- |
| 当   | 下条みつ | 65   | 立憲民主党   | 前     | 101,391票 | ○    |
| 比当 | 務台俊介 | 65   | 自由民主党   | 前     | 68,958票  | ○    |
|      | 手塚大輔 | 38   | 日本維新の会 | 新     | 43,026票  | ○    |

## 文化

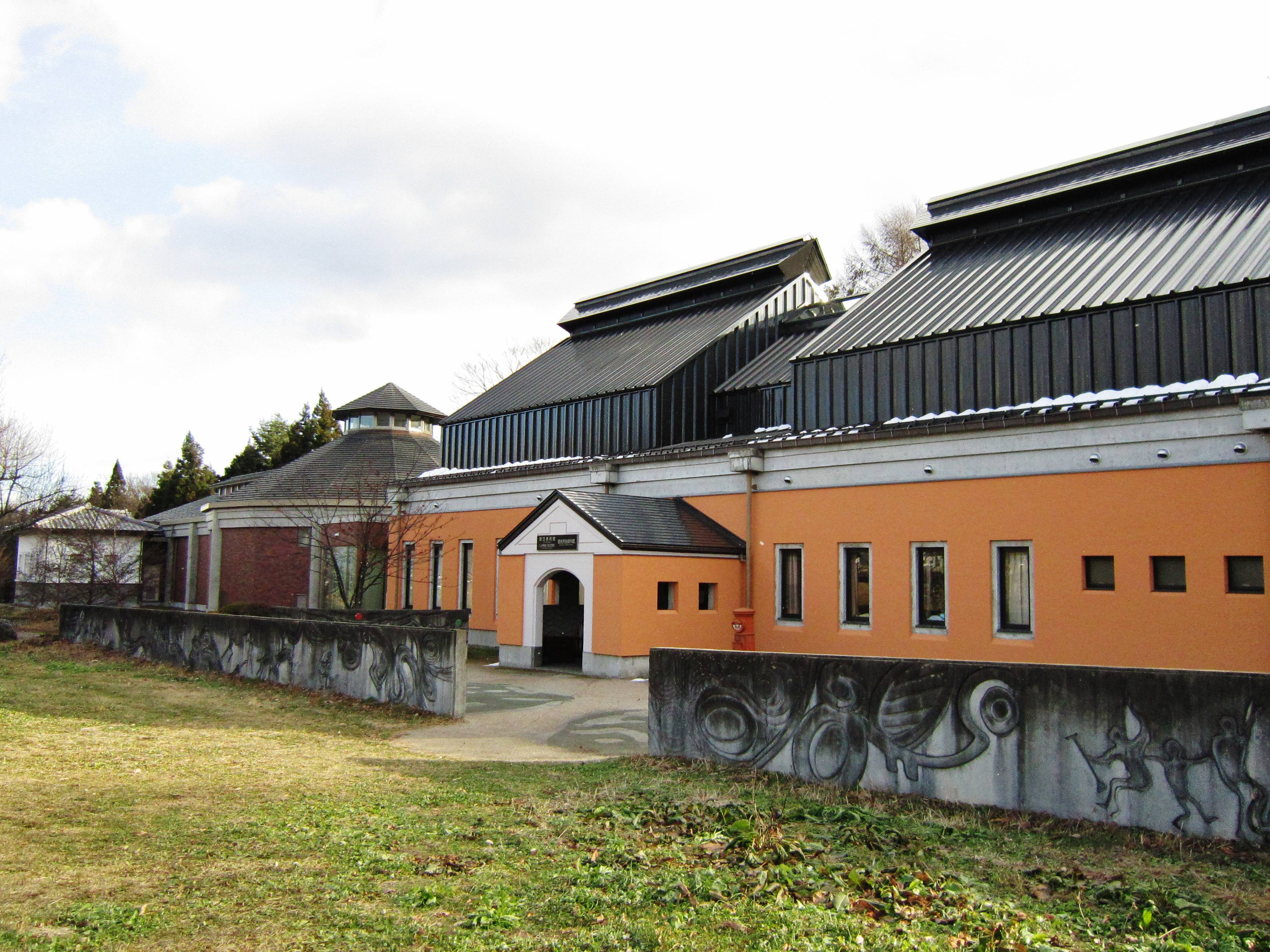
朝日美術館・朝日村歴史民俗資料館

- 朝日美術館
- 朝日村図書館
- 朝日村歴史民俗資料館

## 教育

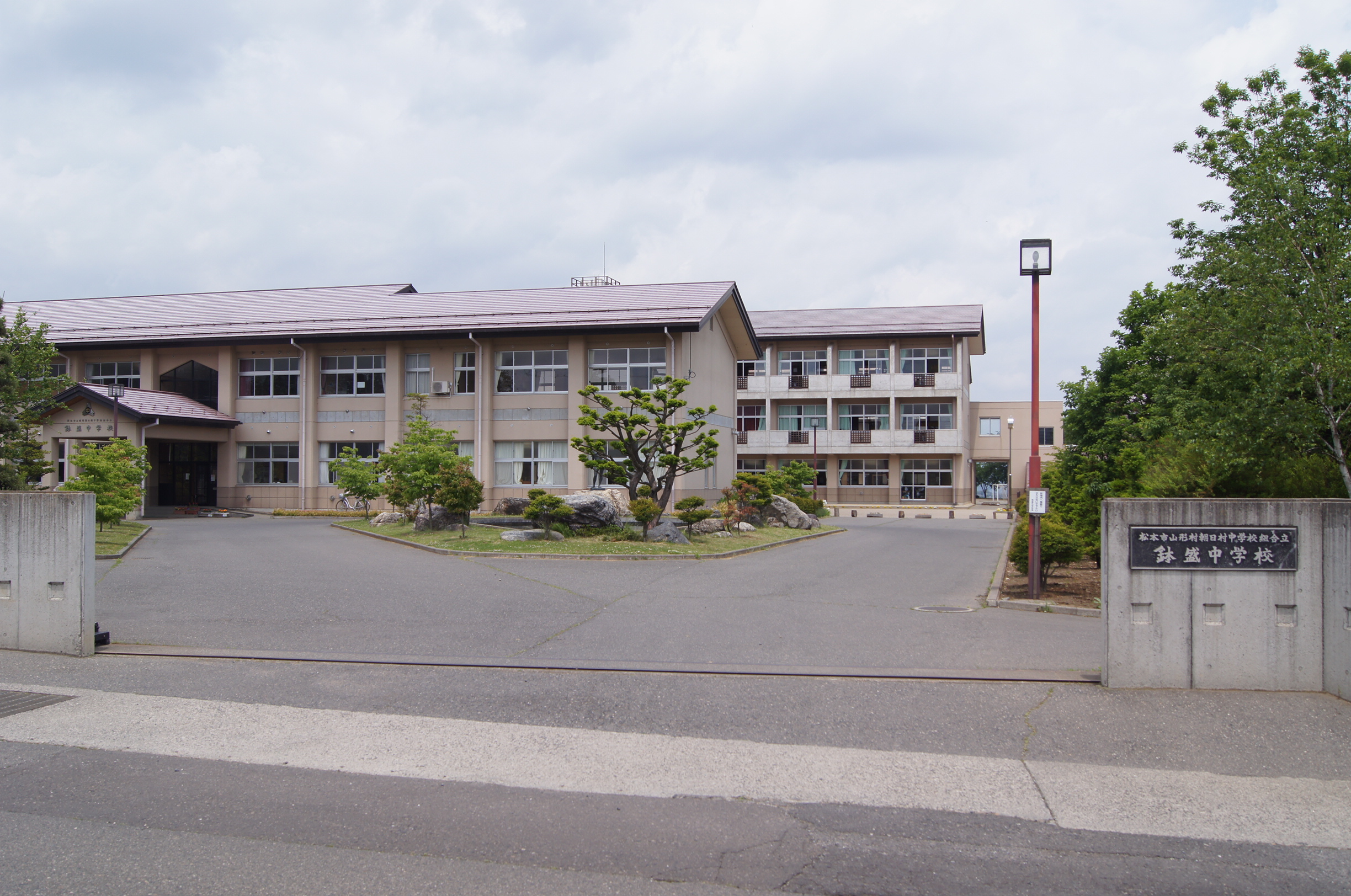
鉢盛中学校

- 松本市山形村朝日村中学校組合立鉢盛中学校
- 朝日村立朝日小学校

## 経済

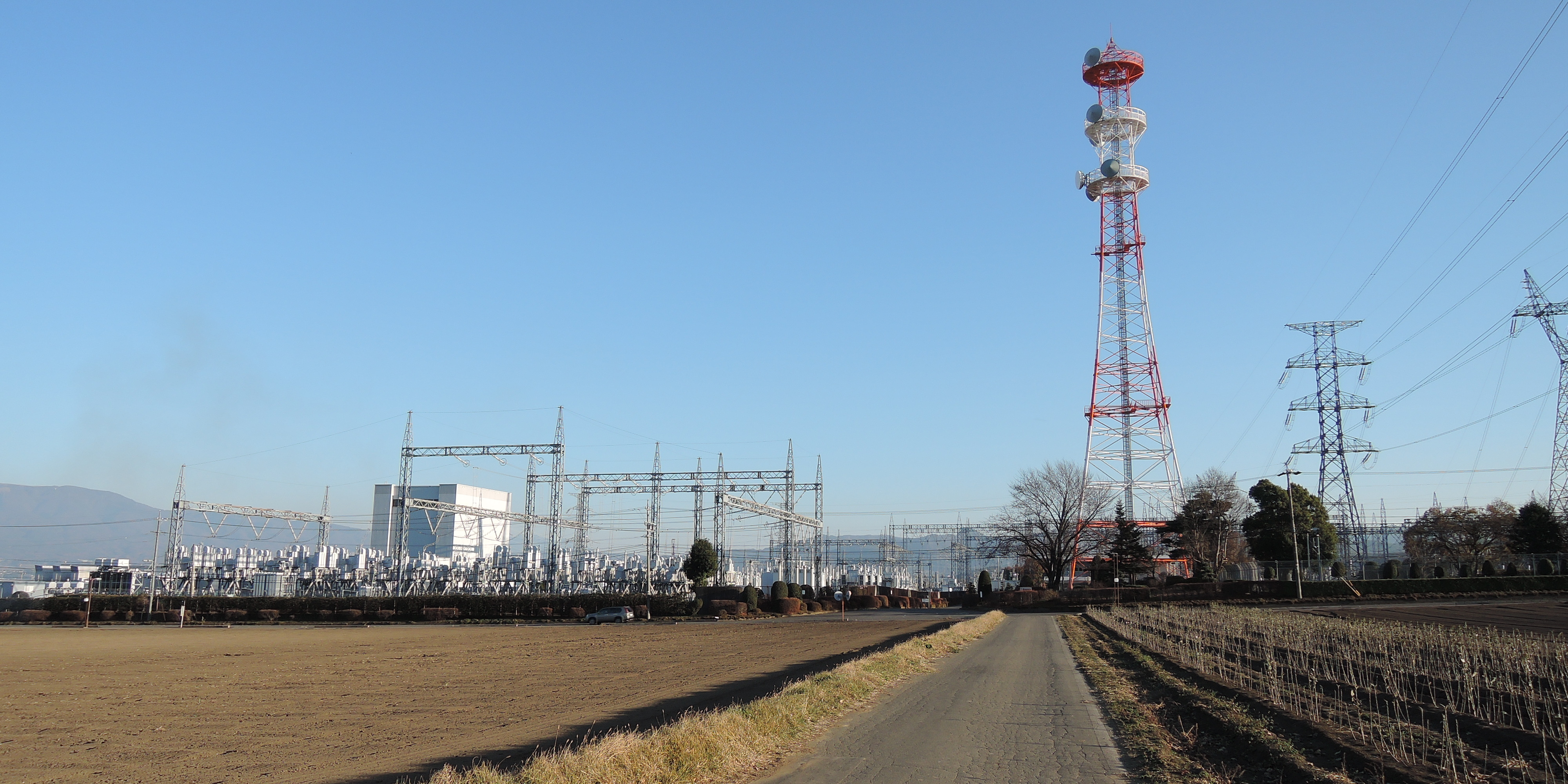
新信濃変電所

### 第1次産業
大字西洗馬ではレタスなどの高原野菜の栽培が盛ん。

### 第2次産業
IHIシバウラ（旧石川島芝浦機械）朝日工場が2006年に操業開始、カンロ朝日工場が2010年に操業開始。

### 第3次産業
買い物が不便であるためそれを解消してほしいと村民から要望があり、商業施設の新設を目指していたが、朝日村、ファミリーマート、JA松本ハイランドの三者相互協力により、2018年8月1日にファミリーマート信州朝日村店（営業時間は6時から23時）が村役場に隣接し開店した。同店が村内唯一のコンビニエンスストアとなる。

### その他
商用電源周波数変換設備を有する東京電力パワーグリッドの新信濃変電所がある。

## 交通

### 鉄道
鉄道路線は通っていない。最寄り駅は後述の朝日村営バスを利用する場合はJR東日本篠ノ井線広丘駅だが、タクシーや自家用車等、その他の手段を利用できる場合はJR東日本中央本線および篠ノ井線塩尻駅となる。

### バス
- 朝日村営バス（アルピコ交通松本営業所に委託）

村内各所から3ルート運行している。
- ぐるっとまつもとバス - 朝日・波田線（朝日村・山形村・松本市共同運行路線）

中組 - 小野沢 - 上古見 - 下古見 - 鉢盛中学校 - イオンタウン山形 - アイシティ21 - 波田駅 - 梓川高校前
朝日・波田線は朝日村を起点として通勤通学に利用する想定でダイヤが組まれているため、朝日村内発の便は始発から午前9時台までとなっている。一方、朝日村を終点とする便は1日を通してあるが、村外から朝日村を目的地とする場合は、朝以外帰りの便がない。なお波田駅方面行きには松本養護学校始発がある。また朝日村 - 波田駅間の運行が基本となっていて波田駅 - 梓川高校への運行は平日朝夕に限られている。

### デマンドバス
朝日村が路線バスとは別に運転する乗合タクシーのこと。くるりん号の愛称がある。
利用登録・予約制で主に村内を運行するが、塩尻市の旧原口郵便局で地域振興バス洗馬線に、松本市の道の駅今井で松本市西部地域コミュニティバス村井・山形線に、同じく松本市の下今井でぐるっとまつもと（運行：アルピコ交通）の空港・今井線に、山形村の車庫前バス停でぐるっとまつもと山形線（運行：アルピコ交通）と山形村福祉バスにそれぞれ接続できる。また、セミデマンドに限りザ・ビック山形店（イオンタウン山形村）との利用もできる。

### 道路
松本方面、最寄の塩尻北インターチェンジからのアクセスは長野県道298号土合松本線、山形村方面からのアクセスは長野県道291号新田松本線（一部:日本アルプスサラダ街道）が便利。
村内には国道と主要地方道がない。
県道
- 長野県道291号新田松本線（一部：日本アルプスサラダ街道）
- 長野県道292号御馬越塩尻停車場線
- 長野県道298号土合松本線

## 名所・旧跡・観光スポット・祭事・催事
- サラダ街道（観光道路）
- あさひプライムスキー場
- 古川寺
- 光輪寺
- 武居城跡
- 五社神社
- お夏まつり - 8月初旬に行われる。村内で最大の祭事。

## 友好親善町村
- 愛知県幡豆郡吉良町(現:西尾市) - 1989年6月9日締結

## 出身有名人
- 上條恒彦（歌手）
- 上條俊介（彫刻家）
- 清澤研道（医学者）
- Tamiko（下田民子）（歌手）[4]
- 中村一策（銀行家）
- 羽多野渉（声優）